# A Different Beat
A Different Beat ist das 13. Studioalbum des irischen Blues-Rock- und Hard-Rock-Gitarristen und -Sängers Gary Moore aus dem Jahr 1999.
'A Different Beat' versucht, wie schon das Vorgängeralbum 'Dark Days in Paradise', neue, moderne, deutlich an Dance- und Techno-Beats orientierte Stilrichtungen mit Moores gitarrenorientierter Blues- und Hardrock-Sing- und Spielweise unter Verwendung elektronischer Sounds zu verbinden. Besonders deutlich kommt dies bei der 12-minütigen Version 'E-Z Rollers Remix' des Stücks 'Can't Help Myself' und bei dem balladesken Lied 'Surrender' zum Ausdruck. Mit 'Fire' von Jimi Hendrix enthält es aber auch eine Cover-Version, die deutlich an Moore's Hardrock-Phase orientiert ist. Alle Stücke mit Ausnahme von 'Fire' wurden von Gary Moore geschrieben und weitgehend selbst eingespielt.

## Titelliste
1. Go On Home (Moore) – 4:22
2. Lost In Your Love (Moore) – 5:59
3. Worry No More (Moore) – 5:07
4. Fire (Hendrix) – 2:51
5. Surrender (Moore) – 9:39
6. House Full Of Blues (Moore) – 4:49
7. Bring My Baby Back (Moore) – 4:51
8. Can't Help Myself (Moore) – 5:52
9. Fat Boy (Moore) – 3:27
10. We Want Love (Moore) – 5:43
11. Can't Help Myself (Moore) – 'E-Z Rollers Remix' – 12:18

## Mitwirkende
- Gary Moore – vocals, guitar, bass, keyboards
- Gary Husband – drums
- Roger King – keyboards, Programmierung
- Phil Nicholls – Programmierung